# Trochodendron aralioides
Trochodendron aralioides, vrsta drveta iz porodice Trochodendraceae. 

## Ime
Ime mu je izvedeno od grčkih riječi trochos znači točak, a dendron znači drvo, a dolazi od tuda što kad cvjeta, brojni prašnici rašire se poput žbica u kotaču. otuda i vernakularni naziv “kotač drvo” (wheel tree)

## Rasprostranjenost
Koreja, Japan i južno do otočja Ryukyu, Tajvan.

## Opis
Trochodendron aralioides je zimzeleno drvo ili grm iz Azije i jedina preživjela vrsta u svome rodu. U svom prirodnom staništu može narasti do visine do 20-25 m. U uzgoju će njegova veličina biti puno manja, osobito u hladnim klimatskim uvjetima. Raste na punom suncu na raznim vrstama tla, no najbolje će se oblikovati ako se uzgaja na tlu na bazi ilovače u polusjeni.
U divljini može započeti život kao izraslina na deblu japanskog cedra i nekoliko godina rasti u obliku grma.
Ima kožaste sjajne listove skupljeno na krajevima grana u tijesnim spiralama nalik na pršljenove oko završnih pupova, što mu daje izgled poput kišobrana. Proljetni cvjetovi su zelenkasti zvjezdasti cvjetovi u grozdovima. Stopa rasta je spora.

## O uzgoju
Nema ozbiljnih problema s kukcima ili bolestima. Zaštititi od jakih vjetrova. Jednom kada se uspostavi, prilično ga je teško preseliti. Do cvatnje može proći mnogo godina.

## Sinonimi
- Gymnanthus Jungh.; Hoev. & De Vriese, Tijdschr. 7: 308 (1840)
- Gymnanthus paradoxus Jungh.; Tijdschr. 7: 308 (1840)
- Trochodendron aralioides f. longifolium (Maxim.) Ohwi
- Trochodendron aralioides var. longifolium Maxim.; Bull. Acad. Imp. Sci. Saint-Pétersbourg 17(nos. 8-18): 145 (1872)
- Trochodendron longifolium Regel & Herder; Index Seminum (LE, Petropolitanus) 1865: 34 (1866)

## Galerija
- T. aralioides, botanički primjerak u Longwood Gardens, 1001 Longwood Rd, Kennett Square, Pennsylvania, SAD.
- Trochodendron aralioides, cvijeće, područje Aizu, regija Fukushima, Japan.
- Trochodendron aralioides u Botaničkom vrtu San Francisca

## Vanjske poveznice
- February Plant Profile: Wheel Tree